# Мамяково
Мамя́ково (баш. Мәмәк) — деревня в Кушнаренковском районе Башкортостана, входит в состав Шариповского сельсовета.

## История
В «Списке населенных мест по сведениям 1870 года», изданном в 1877 году, населённый пункт упомянут как деревня Мамякова 2-го стана Уфимского уезда Уфимской губернии. Располагалась при речках Кармасане и Мишаде, по правую сторону Казанского почтового тракта от Уфы, в 40 верстах от уездного и губернского города Уфы и в 6 верстах от становой квартиры в деревне Воецкая (Акбашева). В деревне, в 110 дворах жили 613 человек (307 мужчин и 306 женщин, башкиры, тептяри), были мечеть, училище.

## Население
| 2002 | 2009 | 2010 |
| ---- | ---- | ---- |
| 519  | ↗529 | ↘437 |

## Географическое положение
Находится на левом берегу реки Кармасан, в месте впадения реки Мишиды.
Расстояние до:
- районного центра (Кушнаренково): 24 км,
- центра сельсовета (Шарипово): 6 км,
- ближайшей ж/д станции (Уфа): 45 км.

## Религия
В деревне есть мечеть Аниса.

## Известные уроженцы
- Арсланов, Мухамед Нуриахмедович (2 февраля 1910 – 20 октября 2001) — народный художник БАССР, народный художник РСФСР, один из основоположников башкирского театрально-декорационного искусства[5].